# Arnas Beručka
Arnas Beručka (Vilnius, 17 marzo 1997) è un cestista lituano.